# Włosóweczka grubowłoskowa
Włosóweczka grubowłoskowa (Flagelloscypha kavinae (Pilát) W.B. Cooke) – gatunek grzybów z rodziny Niaceae.

## Systematyka i nazewnictwo
Pozycja w klasyfikacji według Index Fungorum: Niaceae, Agaricales, Agaricomycetidae, Agaricomycetes, Agaricomycotina, Basidiomycota, Fungi.
Po raz pierwszy opisał go w 1924 r. Albert Pilát, nadając mu nazwę Cyphella kavinae. Nazwę polską zaproponował Władysław Wojewoda w 2003 r.

## Morfologia
Owocnik
Grzyb cyfelloidalny. Owocniki podobne do małych granulek o średnicy 100–200 μm, pokryte włoskami o specyficznej budowie; włoski powierzchniowe o wymiarach 45–75 × 4–5 μm, pokryte igiełkowymi ziarenkami prawie do czubka, kończące się krótkim biczykiem. Podstawki 14–16 × 6–7 μm, maczugowate, tworzące zwarte hymenium, z 4 sterygmami i sprzążkami u podstawy. Bazydiospory 8,5 × 4 μm, szkliste, o kształcie od łezkowatego do długo-jajowatego lub cylindryczne, spłaszczone z jednej strony, gładkie.

## Występowanie i siedlisko
W Polsce jedyne stanowiska podała Anna Bujakiewicz w 1993 r. w Babiogórskim Parku Narodowym.
Grzyb saprotroficzny. W Polsce znaleziony został w zaroślach lepiężnika wyłysiałego na opadłych liściach i łodygach ziół.